# Freienbach
Freienbach est une commune suisse du canton de Schwytz, située dans le district de Höfe.

## Géographie
Selon l'Office fédéral de la statistique, Freienbach mesure 13,78 km2.
Freienbach comprend la localité de Pfäffikon.

## Démographie
Selon l'Office fédéral de la statistique, Freienbach possède 16 711 habitants fin 2022. Sa densité de population atteint 1213 hab./km².
Le graphique suivant résume l'évolution de la population de Freienbach entre 1850 et 2008 :

## Culture et patrimoine

### Héraldique
| Blason | Blasonnement : De gueules à trois lions passants d'or. |